# HMS C20
HMS C20 – brytyjski okręt podwodny typu C. Zbudowany w latach 1908–1909 w Chatham Dockyard w Chatham. Okręt został wodowany 27 listopada 1909 roku i rozpoczął służbę w Royal Navy 31 stycznia 1910 roku. Pierwszym dowódcą był A. W. Smith.
10 czerwca 1914 roku w czasie pobytu w Dundee okręt był odwiedzony przez króla Jerzego V. W 1914 roku C20 stacjonował w Leith przydzielony do Siódmej Flotylli Okrętów Podwodnych (7th Submarine Flotilla) pod dowództwem Lt. Francisa J. H. Dawsona. W 1918 roku jednostka stacjonowała w Portsmouth w Szóstej Flotylli Okrętów Podwodnych.
Okręt został sprzedany 26 maja 1921 roku i zezłomowany w Sunderland.